# Aaron Swartz
Pour les articles homonymes, voir Swartz.
Aaron Swartz, né le 8 novembre 1986 à Highland Park, près de Chicago, et mort le 11 janvier 2013 à New York, est un informaticien, écrivain, militant politique et hacktiviste américain.
Fervent partisan de la liberté numérique, il consacre sa vie à la défense de la « culture libre », convaincu que l'accès à la connaissance est un moyen d'émancipation et de justice.
Aaron Swartz a une influence décisive dans l'essor d'Internet. Il participe au développement de plusieurs techniques, notamment le format flux RSS ou encore celle des licences Creative Commons (CC). Sa contribution ne s'arrête pas au plan technique, il est aussi connu pour ses efforts de démocratisation de l’information sur le web en manifestant contre des projets de loi tels que la Stop Online Piracy Act (SOPA).
Écrivain prolifique sous différentes formes (blogs, pamphlets politiques, textes de conférences), l'ouvrage Celui qui pourrait changer le monde (paru en français en 2017) rassemble ses principaux textes qui reflètent son engagement intellectuel sur des enjeux sociaux dont le droit d'auteur, la liberté d'accès des connaissances et des savoirs dont les publications scientifiques ou la transparence en politique.
Il étend ses réflexions dans le domaine de la sociologie, l'éducation civique et politique,.
Il se suicide le 11 janvier 2013 à l'âge de 26 ans dans son appartement. Son procès fédéral en lien avec des accusations de fraude électronique devait débuter le mois suivant.

## Biographie

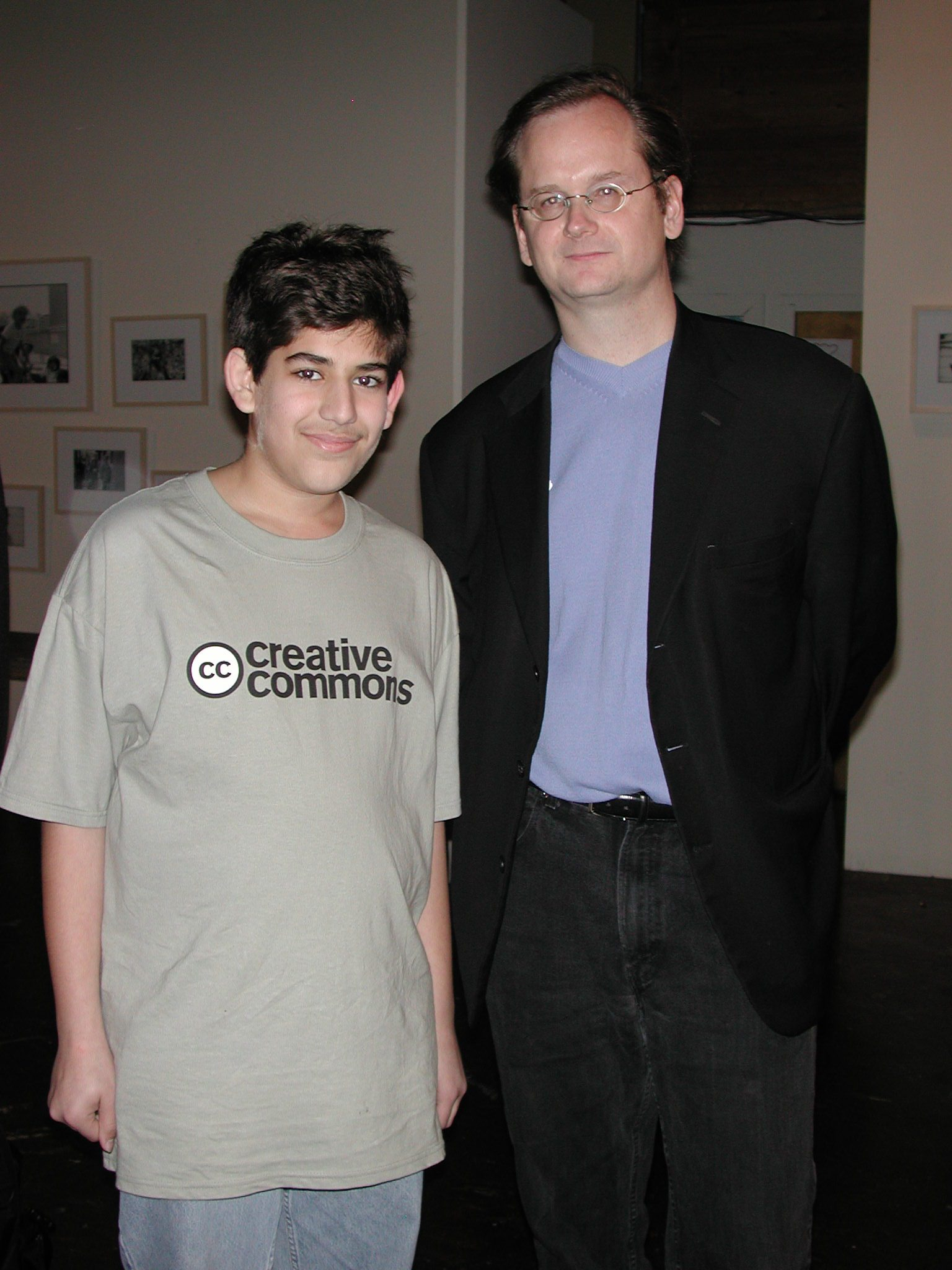
Aaron Swartz en 2002 aux côtés de Lawrence Lessig à l'occasion du lancement de Creative Commons.

### Famille
Aaron Swartz naît le 8 novembre 1986 à Chicago dans une famille juive. Il est l’aîné de trois frères et grandit à Highland Park, Illinois, dans la banlieue de Chicago. Sa mère Susan est femme au foyer et son père Robert Swartz, est le fondateur d'une entreprise éditant des logiciels informatiques.
Son grand-père, William Swartz, présidait une entreprise d’enseignes et s'était engagé dans le Mouvement Pugwash qui remporta le prix Nobel de la Paix en 1995 pour son action en faveur du désarmement,.
Sa famille pratiquante fréquente une communauté du courant du judaïsme réformé puis le mouvement Habad-Loubavitch. N'étant ni croyant ni pratiquant, Aaron Swartz ne fréquente que brièvement les cours religieux.
Enfant précoce, Aaron Swartz entre dans une école pour enfants surdoués dès son plus jeune âge, mais connaît une scolarité difficile. Son père, Robert Swartz le décrit « comme un enfant très sensible et très fragile, ce qui amplifiait ses difficultés ».
Concernant son éducation, Robert Swartz raconte : « L’idée d’essayer de faire le bien et de rendre le monde meilleur imprégnait notre manière d’envisager les choses », […] « L’idée de ne pas nous intéresser aux objets, à l’argent, aux acquisitions était notre façon de voir le monde ».

### Informaticien et entrepreneur précoce
Très tôt, Swartz s'intéresse à l'informatique, à Internet avec une sensibilité aux projets open source et collaboratifs.
Il multiplie de nombreux projets en tant que programmeur informatique :
À 12 ans, il crée The Info Network, une encyclopédie éditée par les internautes, qui repose sur un principe de collaboration ouvert aux internautes comme Wikipédia.
À 13 ans, il reçoit l’ArsDigita Prize, qui récompense les jeunes gens ayant créé des sites non commerciaux « utiles, éducatifs et collaboratifs ». Le titre lui donne droit à un voyage au MIT, où il rencontre des personnalités importantes du web. Cette même année, sa rencontre avec le juriste et théoricien du droit de l'internet Lawrence Lessig, lors d'une conférence TED, est le point de départ d'une longue collaboration.
À 14 ans, il participe à l'élaboration de la spécification 1.0 du format RSS, une technologie permettant de recevoir en direct les mises à jour de sites web.
À 15 ans, il contribue au développement informatique de la licence Creative Commons, alternative aux licences du droit d'auteur standard. Dans cette perspective de l'accès libre du droit d'auteur, Aaron Swartz était particulièrement admiratif de Tim Berners-Lee, l'un des principaux créateurs du World Wide Web, du fait de son initiative de laisser sa création libre et gratuite pour qu'elle puisse profiter à un large public.
Malgré son jeune âge et bien qu'il n'ait pas les diplômes requis, Lawrence Lessig le nomme chercheur dans le centre de recherche le « Safra Center for Ethics » axé sur la corruption institutionnelle de l'université Harvard,. Au début de leur relation, le juriste était comme un professeur pour Aaron, « mais à la fin, c’était lui mon mentor et moi son élève… ». Lawrence Lessig le présente de la manière suivante : « Aaron a appris plus de choses que la plupart d'entre nous n'en apprendront jamais et il a élaboré plus de choses que la plupart d'entre nous n'en élaboreront jamais. […] Peu d'entre nous auront jamais une influence, ne serait-ce que vaguement comparable, à celle qu'a eue ce garçon ». Il le décrit également comme une personnalité désintéressée dans son engagement militant.
À l'âge de 16 ans, il quitte Highland Park pour entrer à l'université de Stanford. Il obtient un poste au sein de l'incubateur d'entreprise Y Combinator dirigé par Paul Graham où il crée sa start-up Infogami, un système de gestion de contenu pour créer des sites web.
En 2005, Infogami fusionne avec Reddit, cofondé par Alexis Ohanian et Steve Huffman. Les deux sociétés étant en difficulté, la fusion a pour objectif de créer une nouvelle société pour soutenir le développement des deux produits : Not a Bug. Il devient alors copropriétaire et membre de l’équipe de Reddit. Ohanian et Huffman le nomment cofondateur de Reddit. Par la suite ces deux derniers refuseront de reconnaître Swartz comme un cofondateur, affirmant qu’ils avaient commencé à travailler sur Reddit six mois avant la fusion avec Infogami. Swartz développe au sein de Reddit un framework Python qu'il nomme « web.py »,. Lorsque Reddit est acheté par Condé Nast, une incompatibilité de principes ou de visions le force à vendre ses parts et à quitter son poste.
En 2007, il crée le site Jottit, un site permettant de créer une page Web le plus simplement possible (entrer un titre, un texte, et cliquer sur publier). Il devient par la suite membre du W3C et du RDF Core Working Group et élabore, avec John Gruber, le langage de balisage léger Markdown, pour générer du HTML.
En 2008, il travaille avec Virgil Griffith sur Tor2web (en), un proxy HTTP pour des services cachés Tor.
Il a participé à la création de l'Open Library, à la suite de la demande de Brewster Kahle, fondateur de l'Internet Archive.

### Activités militantes

#### Contributeur Wikipédia
Aaron Swartz est un wikipédien actif dès 2003 et crée d’ailleurs avant l'heure The Info Network, sorte de « Wikipédia » n'ayant pas attiré de public (Swartz, 2017, p. 16). En 2006, il se présente à l'élection du conseil d'administration de la Wikimedia Foundation et publie sur son blog un texte intitulé Qui écrit Wikipédia ?, dont la conclusion résume en quelque sorte sa profession de foi. Réfutant rigoureusement l'analyse de Jimmy Wales selon laquelle l'essentiel de l'encyclopédie est écrit par une minorité d'experts très productifs, les « insiders », tandis que la majorité des autres intervenants n'effectuent que des modifications mineures et ponctuelles, Aaron Swartz plaide pour un élargissement de la base de ces « outsiders » minoritaires. Encourager et faciliter le travail des contributeurs ponctuels devrait même, selon lui, constituer un objectif pour les « insiders », afin de garantir que l'encyclopédie en ligne reste à la fois experte, de qualité, et le fruit d'un travail collectif.
« If Wikipedia is written by occasional contributors, then growing it requires making it easier and more rewarding to contribute occasionally. Instead of trying to squeeze more work out of those who spend their life on Wikipedia, we need to broaden the base of those who contribute just a little bit. »
— Aaron Swartz, « Who Writes Wikipedia? »

« Si Wikipédia est écrite par des contributeurs occasionnels, alors pour la développer, il faut rendre plus facile et plus gratifiant le fait de contribuer occasionnellement. Au lieu d'essayer de faire travailler davantage ceux qui passent leur vie sur Wikipédia, nous devons élargir la base de ceux qui contribuent juste un peu. »
— Traduction libre, « Who Writes Wikipedia? »
Durant son jeune âge, il expérimente ce principe de liberté d’accès des contenus encyclopédiques en utilisant les collections numériques de la Library of Congress (bibliothèque du Congrès américain). Utilisant une partie de ses économies pour acquérir les droits des collections numériques, il organise la publication sur le Web des archives des millions de documents sur l’histoire et la culture américaine pour les rendre disponibles en ligne, gratuitement.
La photo de Aaron Swartz fut reproduite en première page du Boston Globe à titre de wikipédien type (Swartz, 2017, p. 45).

#### Watchdog.net
En 2008, Aaron Swartz crée Watchdog.net une organisation visant à renforcer la transparence gouvernementale en diffusant plus largement les données officielles (Swartz, 2017, p. 16).

#### Le libre accès aux publications scientifiques
En 2008, il écrit et publie sur son blog le Guerilla Open Access Manifesto (en), plaidoyer en faveur du libre accès (traduction en français). Aaron Swartz, était convaincu que l'accès à la connaissance constitue le meilleur outil d'émancipation et de justice. Par conséquent, il était favorable au libre accès aux publications scientifiques, dans un contexte où les grands éditeurs de revues comme Elsevier dominent l’économie de la publication scientifique, en restreignant ainsi l’accès aux études et résultats d'expérimentations,.

#### PACER
En 2008, Aaron Swartz télécharge 2,7 millions de documents du Système judiciaire fédéral américain, tous hébergés au sein du PACER (Public Access to Court Electronic Records), une base de données administrée par l’Administrative Office of the United States Courts.
Le Huffington Post relate que « Swartz a téléchargé les documents du Système judiciaire fédéral américain depuis le système PACER dans le but de les rendre disponibles en s’affranchissant du système payant. Le transfert a attiré l’attention du FBI, qui a finalement décidé de ne pas le poursuivre, en raison du caractère public des documents ».
Il est alors nécessaire de débourser 8 cents pour accéder à une page hébergée sur le système PACER. Carl Malamud, le fondateur de l’organisation à but non lucratif Public.Ressources.Org, dénonce la monétisation du service en rappelant que les documents fédéraux ne sont pas couverts par le copyright,.
Les frais sont « réinvestis par la cour dans la maintenance du système informatique, mais elle réalise un bénéfice de 150 millions de dollars, selon les rapports de la cour », rapporte le New York Times.
Carl Malamud a lancé un appel aux activistes, leur demandant de se rendre dans l’une des 17 bibliothèques ayant contracté un essai gratuit avec le système PACER afin de télécharger des documents produits par la cour et de les mettre en ligne publiquement.
Après avoir lu l’appel de Malamud, Aaron Swartz a utilisé un programme informatique écrit en Perl et fonctionnant sur des serveurs cloud d’Amazon pour télécharger les documents, en utilisant des identifiants appartenant à la bibliothèque de Sacramento. Du 4 au 20 septembre 2008, il a eu accès aux documents et il les a téléchargés sur un service de cloud. Il a ensuite divulgué les documents à l’organisation de Malamud.
Le 29 septembre 2008, le GPO a suspendu l'essai gratuit, « dans l'attente d'une évaluation » du programme,. Les actions d'Aaron Swartz ont ensuite été examinées par le FBI. L'affaire a été classée après deux mois sans qu'aucune charge ait été retenue. Aaron Swartz a appris les détails de l'enquête après avoir déposé une demande dans le cadre du Freedom of Information Act auprès du FBI et a décrit leur réponse comme « le désordre habituel qui révèle le manque d'humour du FBI ». Les clients utilisant Firefox ont la possibilité d'enregistrer les documents pour un accès public gratuit avec un plug-in appelé RECAP.
En 2013, à la mémoire d'Aaron Swartz, Malamud a rappelé leur travail avec PACER. Ils ont réussi à faire franchir le paywall à des millions de disques de tribunaux de district américains, a-t-il déclaré, et les ont trouvés pleins d'atteintes à la vie privée, divulguant notamment des dossiers médicaux et les noms d'enfants mineurs et d'informateurs confidentiels.
Malamud a rédigé un compte-rendu plus détaillé de sa collaboration avec Aaron Swartz sur le projet Pacer dans un essai publié sur son site Web.
Dans Ars Technica, Timothy Lee, qui utilisa plus tard les documents obtenus par Aaron Swartz en tant que co-créateur de RECAP, donna un aperçu des divergences dans le rapport sur le volume de données qu'il avait téléchargé. Selon le New York Times, Aaron Swartz avait déjà téléchargé environ 25 % des documents stockés dans le PACER quelques jours avant que l'analyse externe ne soit fermée, ce qui aurait permis de télécharger « environ 20 % de l'ensemble de la base de données ». Sur la base des faits selon lesquels Aaron Swartz a téléchargé 2,7 millions de documents alors que PACER en contenait 500 millions, Timothy Lee a conclu que Swartz avait téléchargé moins de 1 % de la base de données.

#### MouvementDemand Progress
En 2009, il fonde le mouvement Demand Progress avec David Segal. Le collectif s'implique dans plusieurs campagnes : refus de la mise hors-la-loi de WikiLeaks, soutien de l'action des lanceurs d'alerte, demande d'abrogation du Patriot Act, appel à réduire les nouvelles et vastes prérogatives de l'exécutif américain sur Internet, opposition à la censure sur Facebook et contre le projet de loi SOPA. Dans le documentaire The Internet's Own Boy, il déclare : « Les libertés garanties par notre Constitution, sur lesquelles s'est construit notre pays seraient soudainement supprimées. Au lieu de nous rendre plus libres, la technologie nous priverait de droits fondamentaux qu'on a toujours tenus pour acquis ». La plate-forme mise en place par Aaron Swartz permet à des millions de gens de contacter le Congrès et de signer des pétitions. La mobilisation aboutit et le projet de loi est retiré en janvier 2012.
Au début des années 2010, il y rencontre la militante Taren Stinebrickner-Kauffman, qui sera sa compagne jusqu'à son décès en 2013.

#### Affaire JSTOR

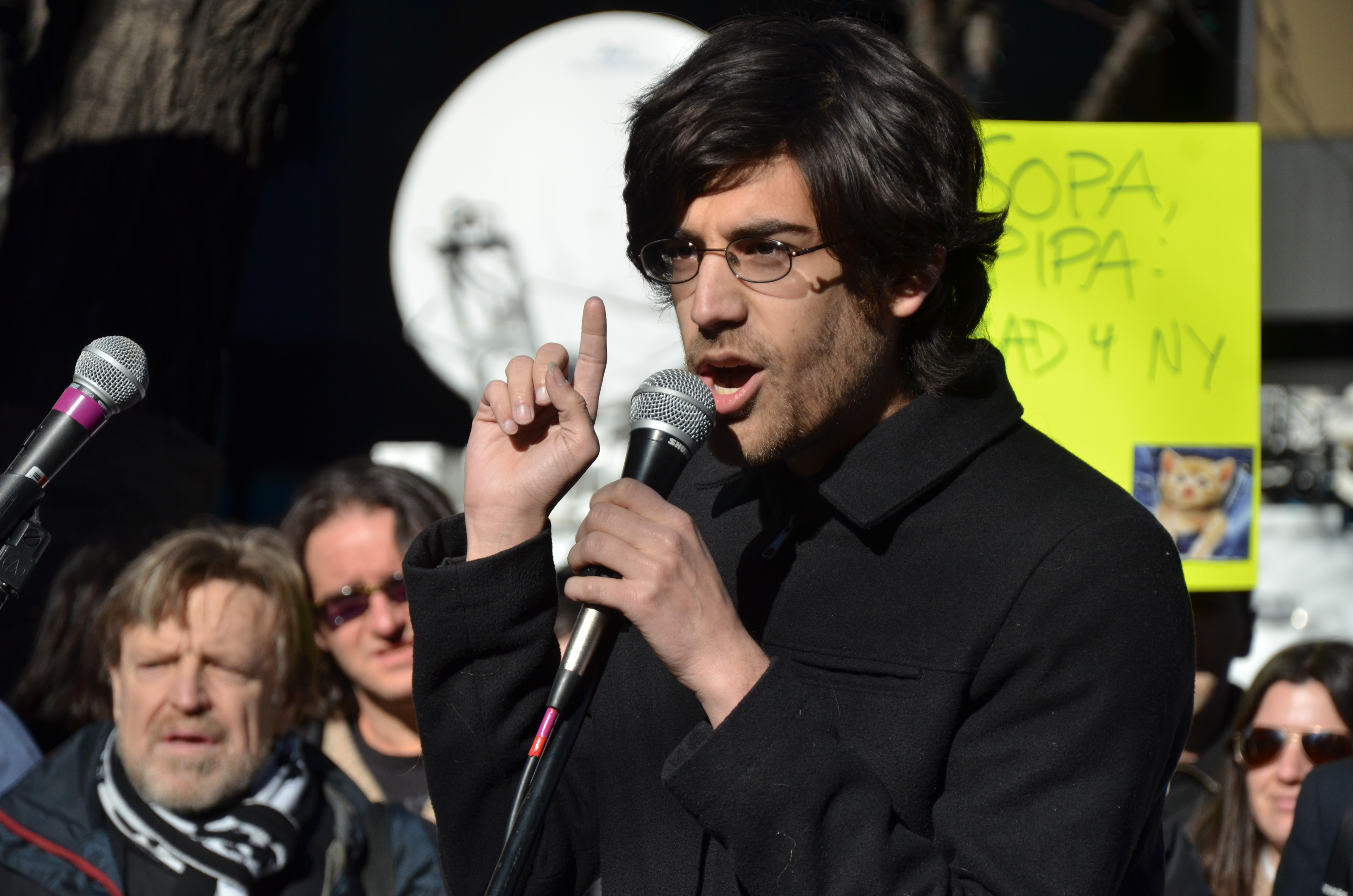
A. Swartz participant à une manifestation contre le SOPA, en 2012.

Le 19 juillet 2011, il est accusé d'avoir téléchargé 4,8 millions d'articles scientifiques disponibles sur le site de JSTOR, (soit la quasi-totalité du catalogue). L'organisation JSTOR n'a pas pris l'initiative d'une telle démarche judiciaire, c'est la procureure des États-Unis Carmen Ortiz qui a engagé des poursuites contre Aaron Swartz dans le but de le faire arrêter.
D'après la plainte, c'est entre le 24 septembre 2010 et le 6 janvier 2011 qu'Aaron Swartz utilise plusieurs méthodes pour récupérer les documents. Il entre notamment dans la salle de câblage informatique du MIT et y branche un disque dur externe directement sur les serveurs. La quantité de téléchargements aurait fait s'effondrer plusieurs serveurs de JSTOR, conduisant à un blocage de l'accès des utilisateurs du MIT au réseau. Son matériel sera découvert quelque temps plus tard et une caméra de surveillance spécialement installée pour la circonstance permettra de le confondre puis de l'arrêter.
Alex Stamos, témoin expert engagé aux côtés d'Aaron Swartz dans l'affaire, révèle sur son blog les circonstances et les modalités de l'action de l'homme :
- Le réseau du MIT (Massachussets Institute of Technology) offrait aux étudiants (au moment des faits) une adresse IP routable fournie par un serveur DHCP non identifié, sans contrôle des abus. Chacun pouvait donc s'identifier sur le réseau et se voir confier une adresse IP, ce qui est très rare pour un réseau de campus.
- Cette organisation était le résultat d'une politique explicite de l'établissement, ce que le directeur de la sécurité des réseaux de l'université a admis face aux représentants d'Aaron Swartz au cours du procès en décembre. L'université avait choisi de ne pas protéger le réseau d'abus éventuels, comme le téléchargement d'un grand nombre de fichiers simultanément.
- Toujours au moment des faits, JSTOR autorisait un nombre illimité de téléchargements par les membres du réseau du MIT. Le site n'avait mis en place aucun outil pour empêcher les téléchargements abusifs (comme la mise en place de CAPTCHA, l'enregistrement pour le téléchargement de plusieurs fichiers, ou encore un avertissement pour l'utilisateur). Techniquement, Aaron Swartz n'a donc pas piraté le site JSTOR : il a seulement mis en place un script Python qui listait les adresses des articles de revues, puis en envoyait la requête au serveur.
- Aaron Swartz n'a rien fait pour dissimuler son identité, n'a usé d'aucun système de chiffrement et n'a même pas effacé son historique de navigation. Il a cependant changé son adresse MAC et fourni une fausse adresse de courriel (via Mailinator), se déclarant comme « Gary Host » (abrégé en « Ghost » - « fantôme » en anglais).

Après la révélation de ses agissements, Aaron Swartz retourne les disques durs contenant les articles, en promettant de ne pas les diffuser. JSTOR décide alors de ne pas entamer de poursuites judiciaires. Néanmoins, le bureau du procureur maintient ses poursuites, le menaçant de 35 ans de prison. Le MIT, traditionnel soutien de l'internet libre, choisit de ne pas soutenir Aaron Swartz. Malgré l'acquittement d'Aaron Swartz d'une amende à l'éditeur, Flore Vasseur, dans son ouvrage Ce qu'il reste de nos rêves, analyse le maintien des treize chefs d'inculpation comme étant une forme de persécution et l'impuissance ressentie liée à l'absurdité du système judiciaire américain.

#### SecureDrop
Son dernier projet de développement est la plate-forme SecureDrop permettant aux lanceurs d’alerte de fournir informations et documents aux journalistes de façon sécurisée, utilisée par des médias comme le New Yorker, le Washington Post ou encore le Guardian.
Il collaborait sur le code informatique avec Kevin Poulsen. Après sa disparition, c'est la FPF (Free Press Foundation) qui a repris le projet avec l'aide de James Dolan, rebaptisant le projet initial Deaddrop en projet SecureDrop.
La première instance de SecureDrop est mise en ligne par The New Yorker en octobre 2013, après son décès.

### Personnalité
Aaron Swartz est décrit par son entourage comme une personne « idéaliste et désintéressée » dans ses engagements et un « travailleur acharné ».
Il souffrait de troubles alimentaires, notamment le syndrome de dysoralité sensorielle (« Sensory Processing Disorder » familièrement appelé en américain « supertasting »), une pathologie où le sujet a une sensibilité gustative surdéveloppée. Il privilégiait les aliments tels que le riz et la mie de pain : « Seule la nourriture de couleur blanche me convient à peu près lorsque je suis dans un état d’agacement avancé ou dépressif », écrit-il sur son blog.
Il était atteint d’une maladie chronique intestinale (colite ulcéreuse) qui lui causait de nombreux maux de ventre et des périodes de dépression à répétition. Néanmoins, sa compagne Taren Stinebrickner-Kauffman réfute que la dépression soit la cause de son suicide et dénonce la « vindicte » du système de justice criminelle.

### Décès
Le 11 janvier 2013,, Aaron Swartz s’est pendu dans son appartement de Brooklyn. Son procès fédéral en lien avec ces accusations de fraude électronique devait débuter le mois suivant. En cas de condamnation, il encourait une peine d'emprisonnement pouvant atteindre 35 ans et une amende s'élevant jusqu'à 1 million de dollars.
Le même jour, la famille et les proches de Swartz mettent en place un site web à sa mémoire, sur lequel ils déclarent notamment :
« Aaron’s death is not simply a personal tragedy. It is the product of a criminal justice system rife with intimidation and prosecutorial overreach. Decisions made by officials in the Massachusetts U.S. Attorney’s office and at MIT contributed to his death. The US Attorney’s office pursued an exceptionally harsh array of charges, carrying potentially over 30 years in prison, to punish an alleged crime that had no victims. Meanwhile, unlike JSTOR, MIT refused to stand up for Aaron and its own community’s most cherished principles. »
« La mort d'Aaron n'est pas seulement une tragédie personnelle. C'est le résultat d'un système judiciaire criminel où l'intimidation et les poursuites excessives abondent. Les décisions prises par le bureau du procureur du Massachusetts et le MIT ont contribué à sa mort. Le procureur des États-Unis l'a poursuivi sous un ensemble de chefs d'accusation particulièrement sévères, le menaçant de plus de 30 ans de prison, pour punir un crime allégué, sans victime. De plus, contrairement au JSTOR, le MIT a refusé de défendre Aaron et les principes les plus chers de sa propre communauté. »
— Traduction libre.

#### Soupçon de pression psychologique
Le lendemain de son décès, le MIT annonce l'ouverture d'une enquête interne pour déterminer le rôle joué par l'institution, notamment le juge Holder, dans le suicide du jeune homme « depuis le moment où des activités inhabituelles ont été détectées sur le réseau à l'automne 2010 jusqu'à aujourd'hui ». Elle sera menée par Hal Abelson, cofondateur de Creative Commons et également directeur au sein de l'université.
En février 2013, l'hacktiviste Jeremy Hammond, emprisonné pour avoir hacké l'entreprise Stratfor et transmis les informations à WikiLeaks, écrit une lettre ouverte dans laquelle il condamne le gouvernement américain pour sa responsabilité dans la mort d'Aaron Swartz,.
Le 26 juillet 2013, Hal Abelson remet au président du MIT le rapport de l'enquête interne initiée après le suicide d'Aaron Swartz. Celui-ci conclut que le MIT a eu une attitude neutre pendant la période qui a suivi l'arrestation d'Aaron Swartz, ne cherchant ni à ce qu'une procédure criminelle soit lancée contre lui ni à le défendre. Les rapporteurs notent que, par sa position de neutralité dans cette affaire, le MIT n'a sans doute pas été à la hauteur de son rôle de leader dans la technologie de l'information.
Elliot Peters, son avocat, considère que le MIT n'a jamais pris la défense d'Aaron Swartz en demandant au gouvernement de cesser les poursuites avant d'y avoir été poussé.

#### Hommages
Plusieurs initiatives voient le jour à la suite de son décès : sur Twitter, plusieurs chercheurs publient notamment leurs travaux en accès libre en forme d'hommage à son engagement, le collectif Anonymous hacke deux sites web du MIT ainsi que le site de la United States Sentencing Commission.
Tim Berners-Lee, principal inventeur du World Wide Web, a tweeté le lendemain « Aaron est mort. Vagabonds dans ce monde de fous, nous avons perdu un mentor, un aîné plein de sagesse. Hackers défendant le droit, nous sommes un de moins, nous avons perdu l'un des nôtres. Tous ceux qui élèvent, qui soignent, qui sont à l'écoute, qui nourrissent, parents, tous, nous avons perdu un enfant. Pleurons. »
Une pétition est également mise en place sur le site de la Maison-Blanche pour réclamer la démission de la procureure à l'initiative de l'affaire, signée par plus de 10 000 personnes au lendemain du décès. Le site du MIT subit des barbouillages de quelques heures affichant un message de soutien d'Anonymous, qui dénonce les pressions du gouvernement américain et appelle à une réforme du système du copyright et de la propriété intellectuelle. Le 19 janvier 2013, WikiLeaks indique qu'Aaron Swartz faisait partie de ses sources, sans toutefois pouvoir le prouver.
En hommage à Aaron, une semaine avant le premier anniversaire de son décès un hacker exploite un bug du site Springer Link pour télécharger plusieurs centaines de milliers d’articles scientifiques et les publier sur un site.
Une journée d'hommage et éventuellement de hackathon - le Aaron Swartz Day - a lieu chaque année le 8 novembre (date d'anniversaire d'Aaron).

## Publications
- (en) Swartz, Aaron. « MusicBrainz: A Semantic Web Service », IEEE Intelligent Systems, vol. 17, no 1, p. 76–77, janvier-février 2002.
- (en) Swartz, A. et Hendler, J. « The Semantic Web: A Network of Content for the Digital City », Proceedings of the Second Annual Digital Cities Workshop, Kyoto, Japon, octobre 2001.
- (en) « Who writes Wikipedia », essai pour appuyer sa candidature au board of directors de la Fondation Wikimedia, 2006.
- (en) « How to Get a Job Like Mine », article autobiographique qui raconte son parcours jusqu'en 2007 (traduction « Comment dégoter un boulot comme le mien » sur le blog de Framasoft).
- (en) « Guerilla Open Access Manifesto », juillet 2008 sur Internet Archive (traduction « Manifeste de la guérilla pour le libre accès » sur le blog de Framasoft).
- (en) Swartz, Aaron. A Programmable Web : An Unfinished Work, 2009 (traduction Un Web programmable : œuvre inachevée).
- Swartz, Aaron, « Celui qui pourrait changer le monde », Paris, Éditions B42, 2017, 392 p.  (ISBN 978-2-917855-77-5).

## Prix et distinctions
En 2000, âgé de 13 ans, il reçoit le prix Ars Digital Prize pour la création de The Info Network.
En 2013, il obtient à titre posthume plusieurs distinctions :
- James Madison Award de l’American Library Association (ALA)[81]
- Pioneer Awards de l’Electronic Fronteer Foundation (EFF)[82]
- Admission au temple de la renommée d'Internet, dans la catégorie des innovateurs[83].

### Documentaires
- The Internet's Own Boy: The Story of Aaron Swartz, film documentaire américain réalisé par Brian Knappenberger en 2014 - [vidéo] Aaron Swartz, le docubiographie - The Internet's Own Boy sur l'instance de PeerTube, www.orion-hub.fr (VOSTF : sous-titré en français).